# Biserica Icoanei
Biserica Icoanei este un monument istoric aflat pe teritoriul municipiului București. În Repertoriul Arheologic Național, monumentul apare cu codul 179132.81.

## Galerie

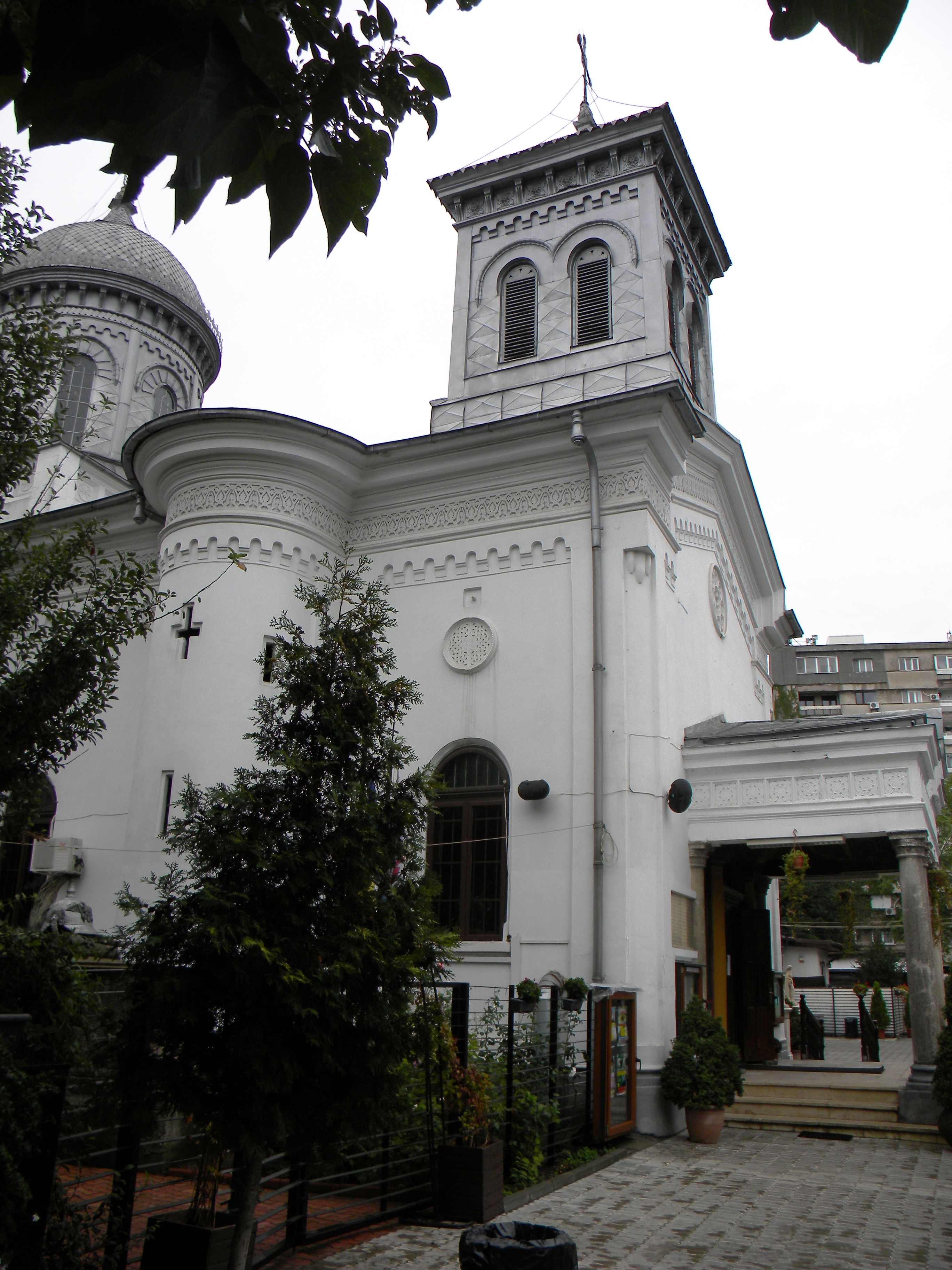
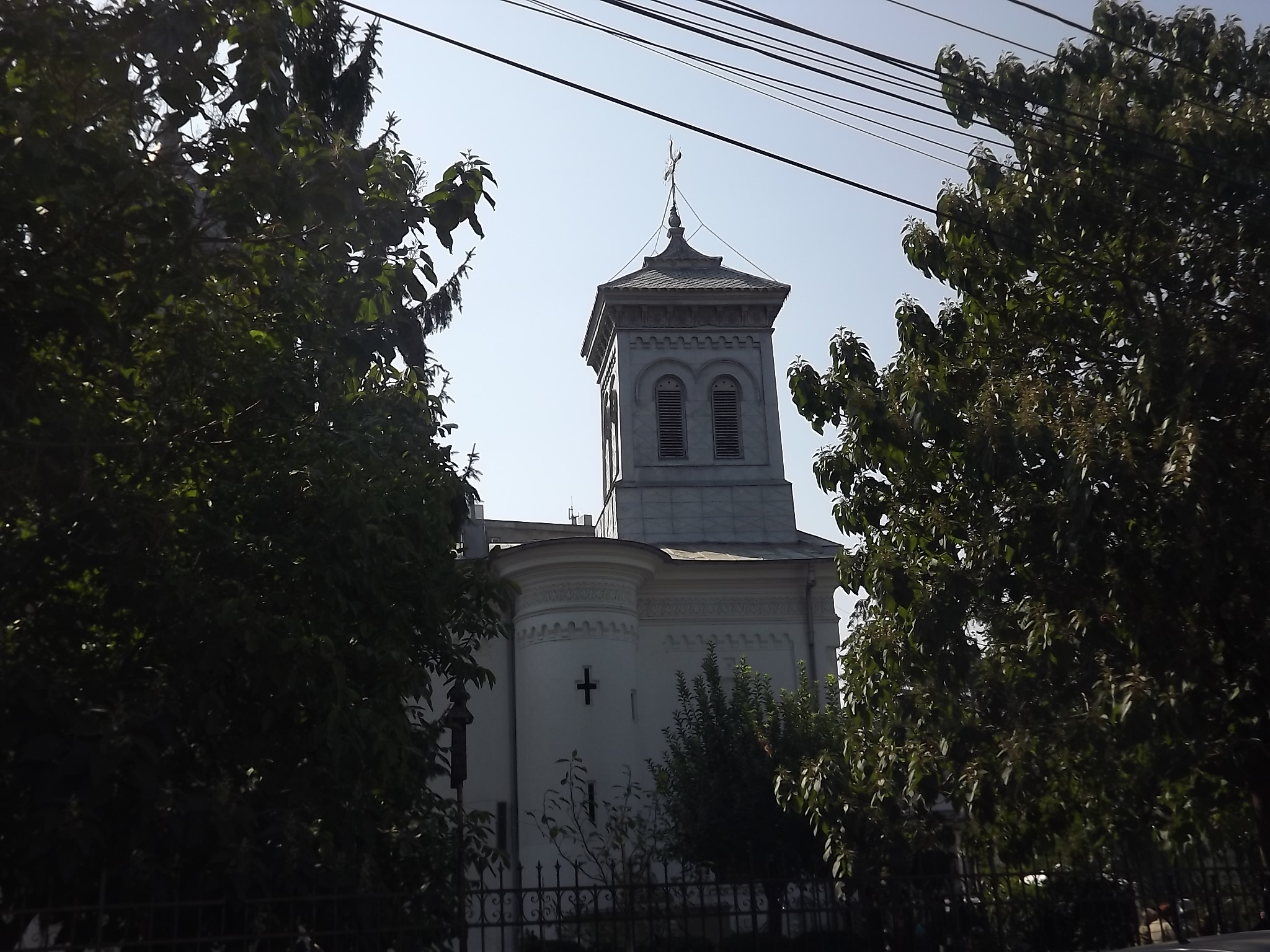
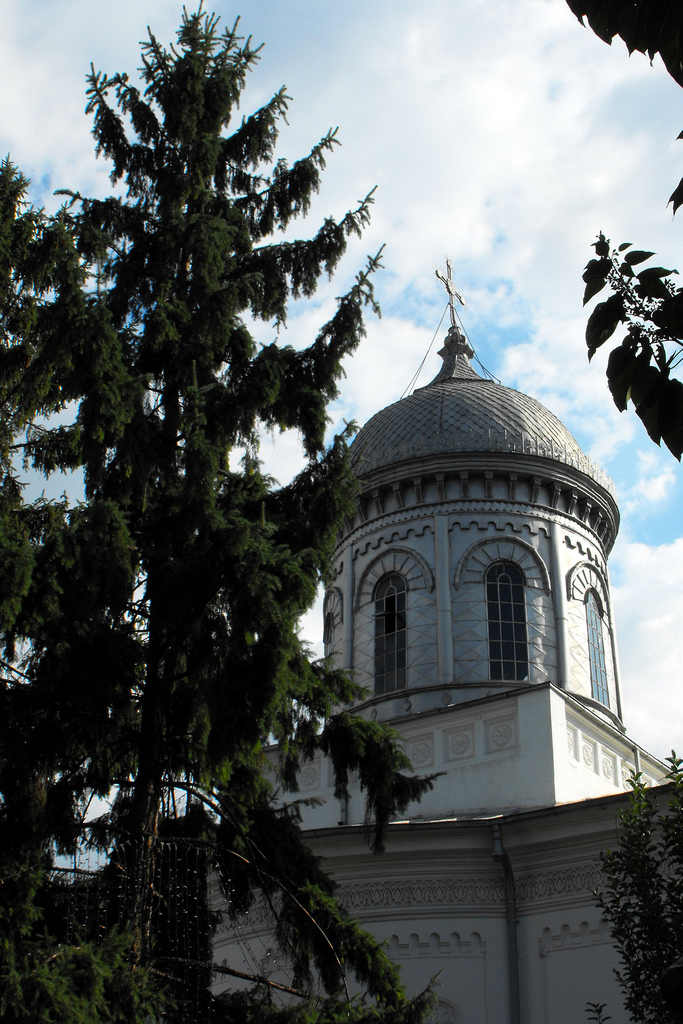
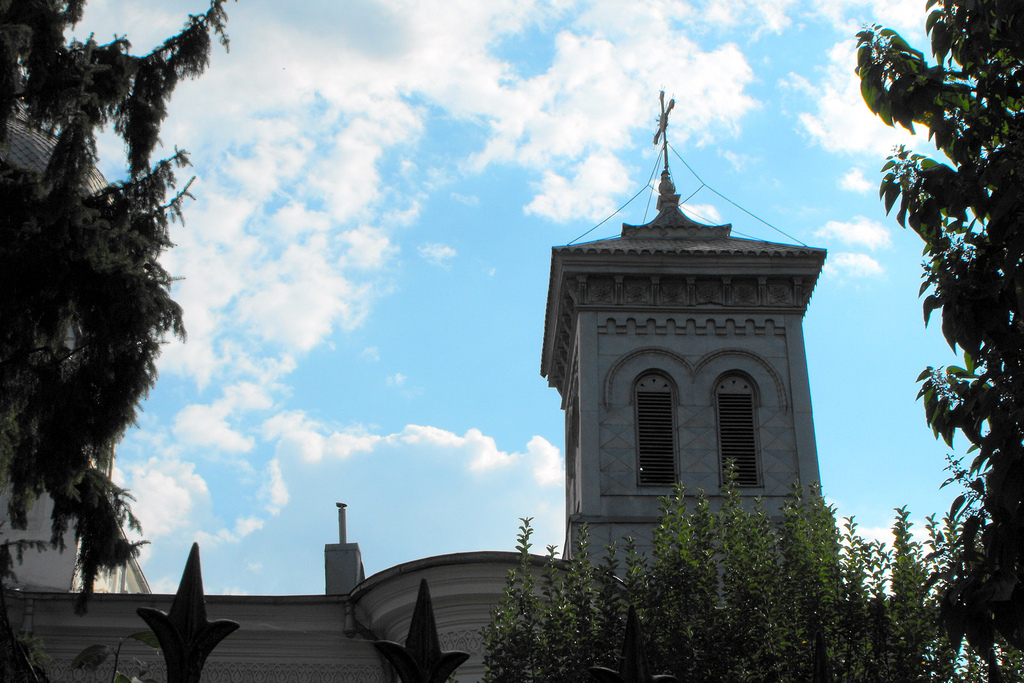
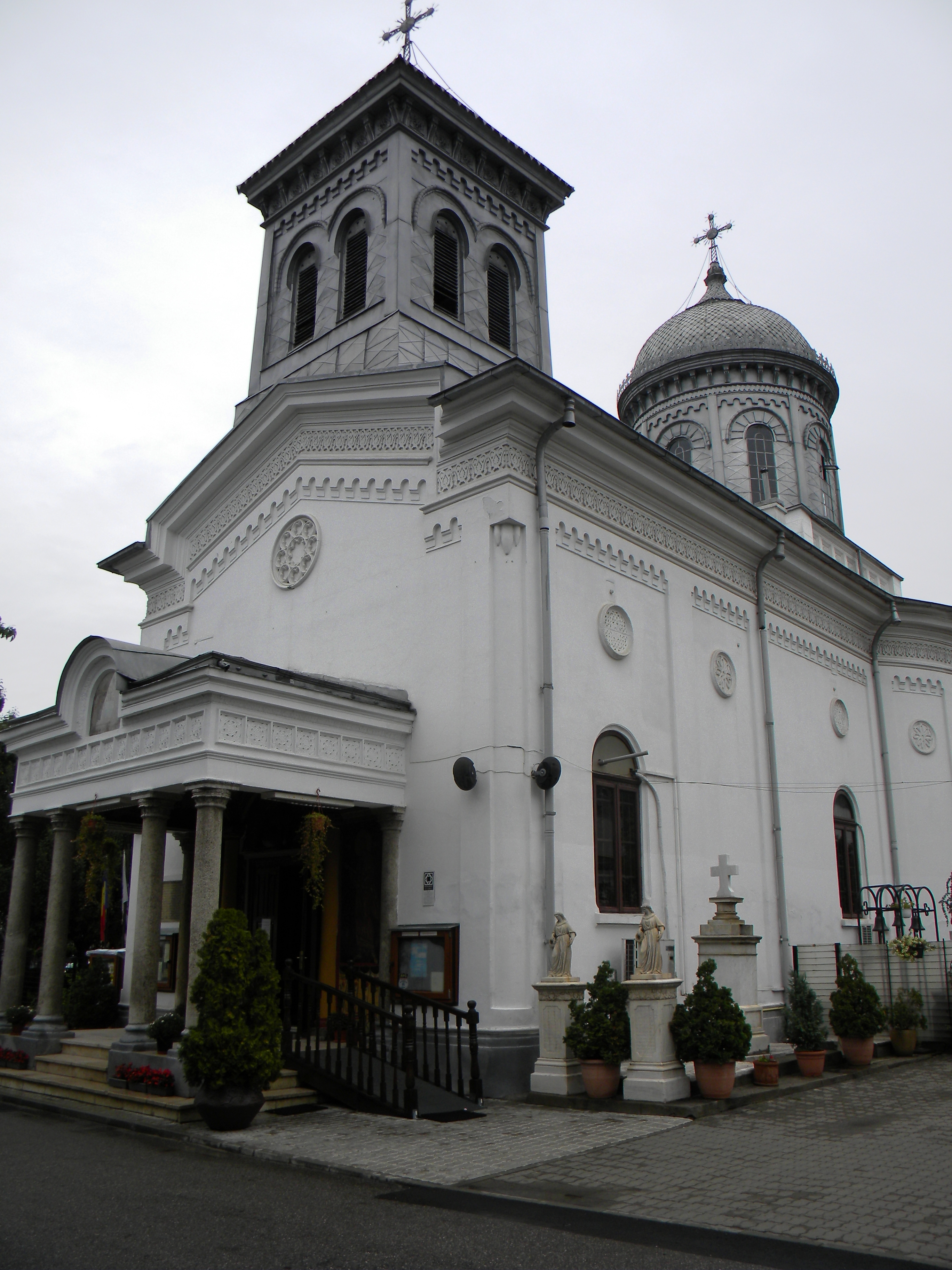